# ハルカ・オース
ハルカ・オース（本名:Ilonka Haruka Tatianna Orth、1982年11月16日 - ）は、アメリカ合衆国シカゴ出身のタレント（外国人タレント）・女優、演出家。稲川素子事務所を経て、R&Aプロモーションにも所属していた。

## 来歴・人物
父はカナダ人。母はチェロキーインディアン。シカゴ出身。2002年にDePaul大学から国際基督教大学に編入し来日。哲学を専攻、2005年に卒業。2004年に恋のから騒ぎに11期生としてデビュー。以後スタイルある美貌でテレビや映画をこなしている。
直近では『関ジャニ∞クロニクル』の人気コーナー「英会話伝言ゲーム」にレギュラー出演。「ハルカ」の愛称で親しまれていた。
番組内でのロケ企画で偶然吉祥寺で出演者と遭遇。吉祥寺に住んでいる事が判明した。

## 出演作品

### ドラマ
- 三代目のヨメ
- ぼくの魔法使い
- 2ndハウス
- 神の雫
- 正義の味方
- のだめカンタービレ
- Out of Order
- はるか17才
- 不機嫌なジーン
- 負け犬
- 相棒
- 土曜ワイド劇場
- 篤姫
- 仮面ライダー電王 第33話
- サロガシー

### バラエティ
- 笑っていいとも!
- いきなり!黄金伝説。
- USOジャパン
- 内村プロデュース
- 関西ジャニーズ
- SMAPxSMAP
- めちゃ×2イケてるッ!
- 恋の空騒ぎ
- 発掘!あるある大事典
- Matthew's Hit TV
- クイズプレゼンバラエティー Qさま!!
- 銭形金太郎
- すっぴんジャパン
- 世界まる見え!テレビ特捜部
- アイチテル
- キャンパスナイトフジ
- ダウンタウンのガキの使いやあらへんで!!
- ザ・ゴールデンアワー
- ネプ&イモトの世界番付　世界の中の日本の順位
- 関ジャニ∞クロニクル
- 関ジャニ∞のあとはご自由に

### 映画
- シベリア超特急5
- カラオケ
- 遠くの空に消えた
- ヒート・アイランド
- バルトの楽園
- 有頂天ホテル
- 包帯クラブ
- スシ王子
- ゴジラ FINAL WARS

### 舞台
- 『黒い雨』池上本門寺
- 『エクスタシー』中目黒「らくや」
- 『innerchild:アメノクニ』銀座時事通信ホール
- 『その奥へゲシヒテ』下北沢空間リバティー
- 『てぃーんずぶるーず』 中目黒ウッディーシアター
- 『月よりの侍』池袋シアターグリーン、演出家
- 『ロマンティックライフ』江戸東京博物館

### インターネット
- 最後の魔女 ハルカ・オース（ポッケ）